# Молдава (острво)
Молдава је острво на Дунаву које се налази на почетку Ђердапске клисуре у Румунији. Површина острва износи око 345 хектара.
У Румунији острво се назива и Стара Молдава (рум. Moldova Veche), Остров (рум. Ostrov) или Децебалово острво (рум. Insula lui Decebal).

## Географија
Острво се налази јужно од Старе Молдаве у подножју планине Локва која припада Банатским планинама. Административно припада вароши Нова Молдава и округу Караш-Северин у Румунији.
Острво је заштићено као специјално подручје за заштиту птица у оквиру Парка природе „Гвоздена врата“. Површина заштићеног подручја заузима 1.627 хектара што отприлике одговара површини острва пре изградње хидроелектране „Ђердап I”.
Данас се острво простире на површини од 345 хектара, а дуго је 6 километара. Највиша тачка на острву је брежуљак за које легенде кажу да је гроб Атиле Хунског. На острву постоје и два језера одвојена од Дунава која заузимају навећи део површине острва.
На острву има живог песка и дина високих до 39  метара. Када дува јака кошава, подиже песак па се тада острво посматрано из Голупца или Старе Молдаве уопште не види.

### Клима
Клима је умереноконтинентална са средоземним утицајем који карактерише умерени температурни режим са обилним падавинама у периоду пролећа, лета и зиме. Просечна годишња температура износи имеђу 6 °C и 8 °C. Најтоплији период године је јун-јул са просечном температуром од 16 °C до 18 °C, а најхладнији је јануар са просечном температуром од -4 °C до -3 °C.

## Живи свет

### Флора
Вегетација острва је хидрофилна и хигрофилна, карактеристична за мочварна подручја. Од биљних врста значајне су бела врба (Salix alba), бела топола (Populus alba), црвена врба (Salix purpurea), непачка (Salvinia natans), водена куга (Elodea canadensis), трска (Phragmites australis), водољуб (Butomus umbellatus), барска перуника (Iris pseudacorus) и друге.
На острву се посебно издваја стара шума врбе где преовлађује бела врба (Salix alba).

### Фауна
Острво је права оаза за многе врсте птица током сезонских миграција и за гнежђење. Идентификовано је 72 врста птица из 30 породица, из 14 редова. Од укупног броја, 28 врста се налазе у Директиви о очувању птица међу којима су мали вранац (Phalacrocorax pygmaeus), велики вранац (Phalacrocorax carbo sinensis), црвена чапља (Ardea purpurea), гак (Nycticorax nycticorax), мала бела чапља (Egretta garzetta), западна средоземна белогуза (Oenanthe hispanica), чегртуша (Anas strepera), дивља патка (Anas platyrhynchos), сребрнасти галеб (Larus argentatus) и друге.
Водена подручја код острва значајна су станишта за рибе међу којима се посебно издвајају мргуда (Umbra krameri) и манић (Lota lota), а може се наћи и буцов (Aspius aspius), поточна мрена (Barbus meridionalis), кеслерова кркуша (Gobio kessleri), вијуница (Cobitis elongata), вијун (Cobitis taenia), велики вретенар (Zingel zingel), чиков (Misgurnus fossilis), пеш (Cottus gobio) итд.
Међу водоземцима и гмизавцима издвајају се црвенотрби мукач (Bombina bombina), жутотрби мукач (Bombina variegata), зелена крастава жаба (Bufo viridis), обична крастача (Bufo bufo), велика зелена жаба (Rana ridibunda), шумска жаба (Rana dalmatina), шумска гаталинка (Hyla arborea), шумска корњача (Testudo hermanni boettgeri), барска корњача (Emys orbicularis), речна змија (Natrix tessellata), смук (Elaphe longissima) итд.
На острву живи преко 100 коња који представљају навећу туристичку атракцију острва. Коње су у прошлости на острво довели мештани Старе Молдаве.

## Легенда о Атили
У околини Нове Молдаве постоје легенде које говоре да се гроб хунског вође Атиле званог Бич Божији налази на острву Молдава. На југозападу острва налази се хумка за коју се верује да је Атилин гроб. Према легенди, након смрти Атиле, његови војници су донели своје шлемове пуне земље које су ставили преко Атилиног тела, а због велике бројности формирана је хумка.
Постоји и легенда о Атилином црном пастуву која каже да је Атилин коњ након смрти свога господара побегао када је Атилин син покушао да га узјаше. Коња нигде није било и трагања војника била су узалудна, а потом су нестали и коњи других војника. Испоставило се да је Атилин црни пастув заједно са другим коњима побегао на острво да чува гроб свога господара, а према легенди данашњи коњи на острву су потомци Атилиног црног пастува.

## Галерија
- Поглед на острво
- Острво на карти из 1894.
- Поглед из Свете Јелене
- Мост до острва у позадини стене Бабакај